# ويليام بلير (قاضي)
ويليام بلير (بالإنجليزية: William Blair)‏ هو قاضي بريطاني، ولد في 31 مارس 1950 في اسكتلندا في المملكة المتحدة.